# Italienische Unihockeynationalmannschaft
Die italienische Unihockeynationalmannschaft repräsentiert Italien bei Länderspielen und internationalen Turnieren in der Sportart Unihockey. Die höchste Platzierung konnte die italienische Nationalmannschaft an der Weltmeisterschaft 2006 in Schweden erzielen.

## Platzierungen

### Weltmeisterschaften
| WM   | Austragungsort(e)                              | Platz              |
| ---- | ---------------------------------------------- | ------------------ |
| 1996 | Skellefteå, Uppsala, Stockholm                 | –                  |
| 1998 | Brünn, Prag                                    | –                  |
| 2000 | Drammen, Oslo, Sarpsborg                       | –                  |
| 2002 | Helsinki                                       | 11. Platz          |
| 2004 | Zürich, Kloten                                 | 11. Platz          |
| 2006 | Helsingborg, Malmö, Botkyrka, Solna, Stockholm | 8. Platz           |
| 2008 | Ostrava, Prag                                  | 10. Platz          |
| 2010 | Helsinki, Vantaa                               | 12. Platz          |
| 2012 | Zürich, Bern                                   | nicht qualifiziert |
| 2014 | Göteborg                                       | nicht qualifiziert |
| 2016 | Riga                                           | nicht qualifiziert |
| 2018 | Prag                                           | nicht qualifiziert |
| 2021 | Helsinki                                       | nicht qualifiziert |
| 2022 | Zürich, Winterthur                             | nicht qualifiziert |

## Trainer
- 2016-jetzt Mikael De Anna